# Lagenaria rufa
Lagenaria rufa é uma espécie de Lagenaria.

## Sinônimos
Sinônimos aceitos:
- Adenopus rufus Gilg